# Omphalanthus huanucensis
Omphalanthus huanucensis là một loài Rêu trong họ Lejeuneaceae. Loài này được (Gottsche) Gradst. mô tả khoa học đầu tiên năm 1985.